# 2020-as Dakar-rali
A 2020-as Dakar-rali a Dakar-rali történetének negyvenegyedik megmérettetése volt, egyúttal az első, melyet Szaúd-Arábiában tartottak. A verseny január 5-én rajtolt Dzsidda városából, és a tizenkettedik szakasszal január 17-én ért véget Rijádban.
Szalay Balázs és Bunkoczi László nem indult a viadalon, így 2011 óta először nem volt magyar résztvevője a Dakar-ralinak.
Január 12-én, a 7. versenynapon baleset következtében elhunyt a portugál Paulo Goncalves, aki a motorosok mezőnyében indult. A verseny 8. szakaszán a motorosoknál élen végző francia Mathieu Serradori révén 32 év után először nyert szakaszt amatőr versenyző.
A versenyt az autósoknál Carlos Sainz nyerte meg, pályafutása során harmadik alkalommal. A motorosoknál az amerikai Ricky Brabec, a quadosoknál a chilei Ignacio Casale győzött.
A román színekben versenyző Gyenes Emánul megnyerte az úgynevezett Malle Moto kategóriát, amit a nem profi háttérrel versenyző motorosoknak írtak ki. Gyenes összesítésben 29. lett.

## Összefoglalás
2020-ban tizenkét év után Dél-Amerika helyett Ázsiában, Szaúd-Arábiában rendezték meg a versenyt, története során először. A rendezők öt, egyes hírforrások szerint tíz évre szóló szerződést írtak alá az országgal.
A rali teljes távolsága 7900 km (4900 mérföld), 5000 km-es (3100 mérföld) speciális szakaszokkal. A verseny Dzsidda városából rajtolt, a Vörös-tenger mentén északi irányba haladt, majd a versenyzők a főváros, Rijád felé vették az irányt. A pihenőnap után a rali a világ legnagyobb homoksivatagán, a Rab-el-Hálin haladt át, egészen a Keleti tartományig. A cél ugyancsak Dzsidda volt.
Számos neves versenyző szerepelt a 2020-as Dakar-ralin, így a tizenháromszoros győztes Stéphane Peterhansel (akinek eredetileg a felesége navigált volna, de egészségügyi okok miatt végül nem indulhatott), a címvédő Nászer el-Attija és a kétszeres Formula–1-es világbajnok, Fernando Alonso.
A hivatalos nevezési listán 351 nevező szerepelt, szemben a 2019-es 334 indulóval. Magyar induló 2011 után először nem vett részt a viadalon. Miután a viadalt Dél-Amerikából Ázsiába költözött, a dél-amerikai nevezők száma jelentősen visszaesett, számuk 42 volt. Ebből a szempontból a legjelentősebb növekedés a rendező ország versenyzőinek számában történt. A legidősebb versenyző 73 éves, míg a legfiatalabb 18 éves volt a verseny alatt. A női indulók száma 13 fő volt.
Több új formátum került bevezetésre ebben az évben. Bizonyos szakaszokon az új, színes kódolású útikönyvek csak néhány perccel a rajt előtt kerültek kiadásra, ennek célja a nagyobb csapatok versenyelőnyének csökkentése és paraméterek kiegyensúlyozása a kevésbé profik számára. A motorkerékpárosoknál bevezették a „Super Marathon" szakaszt, és ebben az évben debütált az úgynevezett „Dakar Experience” kategória is.

## Útvonal
| Dátum            | #           | Start > Cél        |
| ---------------- | ----------- | ------------------ |
| 2020. január 5.  | 1. szakasz  | Dzsidda > Al-Vadzs |
| 2020. január 6.  | 2. szakasz  | Al-Vadzs > Neom    |
| 2020. január 7.  | 3. szakasz  | Neom > Neom        |
| 2020. január 8.  | 4. szakasz  | Neom > Al-ʿUla     |
| 2020. január 9.  | 5. szakasz  | Al-ʿUla > Ha'il    |
| 2020. január 10. | 6. szakasz  | Ha'il > Rijád      |
| 2020. január 11. | Pihenőnap   | Rijád              |
| 2020. január 12. | 7. szakasz  | Rijád > Nedzsd     |
| 2020. január 13. | 8. szakasz  | Nedzsd > Nedzsd    |
| 2020. január 14. | 9. szakasz  | Nedzsd > Haradh    |
| 2020. január 15. | 10. szakasz | Haradh > Shubaytah |
| 2020. január 16. | 11. szakasz | Shubaytah > Haradh |
| 2020. január 17. | 12. szakasz | Haradh > Rijád     |

## Végeredmény

### Motorosok
| #  | Rajtszám | Versenyző                    | Csapat    | Időeredmény |
| -- | -------- | ---------------------------- | --------- | ----------- |
| 1  | 9        | Ricky Brabec                 | Honda     | 40:02:36    |
| 2  | 5        | Pablo Quintanilla            | Husqvarna | +0:16:26    |
| 3  | 1        | Toby Price                   | KTM       | +0:24:06    |
| 4  | 17       | José Ignacio Cornejo Florimo | Honda     | +0:31:43    |
| 5  | 2        | Matthias Walkner             | KTM       | +0:35:00    |
| 6  | 16       | Luciano Benavides            | KTM       | +0:37:34    |
| 7  | 12       | Joan Barreda Bort            | Honda     | +0:50:57    |
| 8  | 22       | Franco Caimi                 | Yamaha    | +1:42:35    |
| 9  | 59       | Skyler Howes                 | Husqvarna | +2:04:01    |
| 10 | 6        | Andrew Short                 | Husqvarna | +2:10:40    |

### Quadosok
| #  | Rajtszám | Versenyző               | Csapat | Időeredmény |
| -- | -------- | ----------------------- | ------ | ----------- |
| 1  | 250      | Ignacio Casale          | Yamaha | 52:04:39    |
| 2  | 265      | Simon Vitse             | Yamaha | +0:18:24    |
| 3  | 251      | Rafał Sonik             | Yamaha | +1:04:15    |
| 4  | 255      | Manuel Andújar          | Yamaha | +3:30:16    |
| 5  | 257      | Kamil Wiśniewski        | Yamaha | +4:38:53    |
| 6  | 262      | Sebastien Souday        | Yamaha | +5:45:14    |
| 7  | 268      | Italo Pedemonte         | Yamaha | +6:34:28    |
| 8  | 254      | Nelson Sanabria Galeano | Yamaha | +8:56:03    |
| 9  | 263      | Zdeněk Tůma             | Yamaha | +15:58:30   |
| 10 | 261      | Martin Sarquiz          | Can-Am | +17:14:39   |

### Autósok
| #  | Rajtszám | Versenyző            | Navigátor            | Gyártó  | Csapat                          | Időeredmény |
| -- | -------- | -------------------- | -------------------- | ------- | ------------------------------- | ----------- |
| 1  | 305      | Carlos Sainz         | Lucas Cruz           | Mini    | Bahrain JCW X-Raid Team         | 42:59:17    |
| 2  | 300      | Nászer el-Attija     | Matthieu Baumel      | Toyota  | Toyota Gazoo Racing             | +0:06:21    |
| 3  | 302      | Stéphane Peterhansel | Paulo Fiúza          | Mini    | Bahrain JCW X-Raid Team         | +0:09:58    |
| 4  | 309      | Yazeed Al-Rajhi      | Konsztantiny Zsilcov | Toyota  | Overdrive Toyota                | +0:49:10    |
| 5  | 304      | Giniel de Villiers   | Alex Haro Bravo      | Toyota  | Toyota Gazoo Racing             | +1:07:09    |
| 6  | 311      | Orlando Terranova    | Bernardo Graue       | Mini    | X-Raid Mini JCW Team            | +1:12:15    |
| 7  | 307      | Bernhard Ten Brinke  | Tom Colsoul          | Toyota  | Toyota Gazoo Racing             | +1:18:34    |
| 8  | 315      | Mathieu Serradori    | Fabian Lurquin       | Century | SRT Racing                      | +1:59:21    |
| 9  | 324      | Yasir Hamad Seaidan  | Alexy Kuzmich        | Mini    | Race World Team                 | +3:42:17    |
| 10 | 322      | Wei Han              | Min Liao             | Hanwei  | Geely Auto Shell Lubricant Team | +3:51:07    |

### UTV
|    | #   | Versenyző                 | Navigátor                  | Gyártó   | Csapat                            | Időeredmény |
| -- | --- | ------------------------- | -------------------------- | -------- | --------------------------------- | ----------- |
| 1  | 405 | Casey Currie              | Sean Berriman              | Can-Am   | Monster Energy Can-Am             | 53:25:52    |
| 2  | 411 | Szergej Karjakin          | Anton Vaszcsuk             | BRP      | Snag Racing Team                  | +0:39:12    |
| 3  | 400 | Francisco López Contardo  | Juan Pablo Latrach Vinagre | Can-Am   | South Racing Can-Am               | +0:52:36    |
| 4  | 404 | Conrad Rautenbach         | Pedro Bianchi Prata        | PH-Sport | PH-Sport                          | +1:12:19    |
| 5  | 410 | José Antonio Hinojo López | Diego Ortega Gil           | Can-Am   | Hibor Raid                        | +1:20:38    |
| 6  | 420 | Jesús Puras               | Xavier Blanco              | Can-Am   | Xraids & Buggymaster Team         | +2:19:15    |
| 7  | 417 | Axel Alletru              | Francois Beguin            | Can-Am   | # Je Peux 2020-BBR Mercier Racing | +2:24:23    |
| 8  | 427 | Austin Jones              | Kellon Walch               | Can-Am   | South Racing Can-Am               | +2:57:38    |
| 9  | 402 | Reinaldo Varela           | Gustavo Gugelmin           | Can-Am   | Monster Energy Can-Am             | +5:44:01    |
| 10 | 433 | Santiago Navarro          | Marc Sola Terradellas      | Can-Am   | FN Speed Team                     | +5:44:35    |

### Kamionosok
| #  | Rajtszám | Versenyző           | Navigátor           | Szerelő            | Gyártó | Csapat                      | Időeredmény |
| -- | -------- | ------------------- | ------------------- | ------------------ | ------ | --------------------------- | ----------- |
| 1  | 511      | Andrej Karginov     | Andrej Mokojev      | Igor Leonov        | Kamaz  | Kamaz Master                | 46:33:36    |
| 2  | 516      | Anton Sibalov       | Dmitrij Nyikitin    | Ivan Tatyarinov    | Kamaz  | Kamaz Master                | +0:42:26    |
| 3  | 503      | Siarhei Viazovics   | Pavel Haranin       | Anton Zaparosanka  | MAZ    | MAZ-Sportauto               | +2:04:42    |
| 4  | 501      | Dmitrij Szotnyikov  | Ruszlan Ahmegyejev  | Ilgiz Akhmetzianov | Kamaz  | Kamaz Master                | +2:55:28    |
| 5  | 504      | Martin Macik        | František Tomášek   | David Švanda       | Iveco  | Big Shock Racing            | +3:28:08    |
| 6  | 505      | Janus Van Kasteren  | Darek Rodewald      | Marcel Snijders    | Iveco  | Petronas Team De Rooy Iveco | +4:26:57    |
| 7  | 502      | Aleš Loprais        | Petr Pokora         | Khalid Alkendi     | Tatra  | Instaforex Loprais Team     | +5:16:57    |
| 8  | 528      | Aliaksei Vishneuski | Maksim Novikau      | Andrei Neviarovich | MAZ    | MAZ-Sportauto               | +5:24:30    |
| 9  | 521      | Patrice Garrouste   | Szymon Gospodarczyk | Petr Vojkovský     | Tatra  | Fesh Fesh / R-sixteam       | +6:07:53    |
| 10 | 512      | Szugavara Teruhito  | Mocsizuki Juji      | Szomemija Hirokazu | Hino   | Hino Team Sugawara          | +6:18:39    |

## Haláleset
2020. január 12-én a portugál motoros, Paulo Gonçalves halálos kimenetelű balesetet szenvedett a verseny 7. szakaszán. Súlyos gerinc- és nyaksérüléseket szenvedett, életét nem tudták megmenteni, annak ellenére sem, hogy több, a helyszínre érkező versenyző is segíteni próbált a portugálon a mentősök kiérkezéséig, azok csak a halál beálltát tudták megállapítani. A 2020-as volt Gonçalves 13. Dakar-ralija. A 8. szakaszt a rendezők eltörölték a motorosok és quadosok számára, Gonçalves csapata, a Hero Motorsports Team Rally pedig visszalépett a további versenyzéstől.